# Astatoreochromis
Genre
Le genre Astatoreochromis regroupe plusieurs espèces de poissons téléostéens de la famille des Cichlidae. 

## Liste d'espèces
Selon FishBase (30 janv. 2016) et ITIS (30 janv. 2016) :
- Astatoreochromis alluaudi Pellegrin, 1904
- Astatoreochromis straeleni (Poll, 1944)
- Astatoreochromis vanderhorsti (Greenwood, 1954)